# Arpheuilles (Indre)
Arpheuilles és un municipi francès, situat al departament de l'Indre i a la regió de Centre – Vall del Loira. L'any 2007 tenia 252 habitants.

## Demografia

### Població
El 2007 la població de fet d'Arpheuilles era de 252 persones. Hi havia 116 famílies, de les quals 32 eren unipersonals (24 homes vivint sols i 8 dones vivint soles), 48 parelles sense fills, 32 parelles amb fills i 4 famílies monoparentals amb fills.
La població ha evolucionat segons el següent gràfic:
Habitants censats

### Habitatges
El 2007 hi havia 160 habitatges, 113 eren l'habitatge principal de la família, 34 eren segones residències i 13 estaven desocupats. Tots els 158 habitatges eren cases. Dels 113 habitatges principals, 91 estaven ocupats pels seus propietaris, 16 estaven llogats i ocupats pels llogaters i 6 estaven cedits a títol gratuït; 5 tenien dues cambres, 22 en tenien tres, 31 en tenien quatre i 55 en tenien cinc o més. 70 habitatges disposaven pel capbaix d'una plaça de pàrquing. A 56 habitatges hi havia un automòbil i a 46 n'hi havia dos o més.

### Piràmide de població
La piràmide de població per edats i sexe el 2009 era:
| Homes | Edats   | Dones |
| ----- | ------- | ----- |
| 0     | 95 o +  | 0     |
| 0     | 90 a 94 | 0     |
| 4     | 85 a 89 | 0     |
| 8     | 80 a 84 | 0     |
| 20    | 75 a 79 | 8     |
| 4     | 70 a 74 | 24    |
| 12    | 65 a 69 | 8     |
| 0     | 60 a 64 | 8     |
| 16    | 55 a 59 | 4     |
| 16    | 50 a 54 | 12    |
| 4     | 45 a 49 | 8     |
| 8     | 40 a 44 | 8     |
| 8     | 35 a 39 | 8     |
| 8     | 30 a 34 | 16    |
| 8     | 25 a 29 | 0     |
| 0     | 20 a 24 | 4     |
| 8     | 15 a 19 | 12    |
| 4     | 10 a 14 | 8     |
| 4     | 5 a 9   | 0     |
| 4     | 0 a 4   | 8     |

## Economia
El 2007 la població en edat de treballar era de 141 persones, 97 eren actives i 44 eren inactives. De les 97 persones actives 79 estaven ocupades (44 homes i 35 dones) i 18 estaven aturades (10 homes i 8 dones). De les 44 persones inactives 24 estaven jubilades, 12 estaven estudiant i 8 estaven classificades com a «altres inactius».

### Ingressos
El 2009 a Arpheuilles hi havia 114 unitats fiscals que integraven 256 persones, la mediana anual d'ingressos fiscals per persona era de 15.043,5 €.

### Activitats econòmiques
Dels 7 establiments que hi havia el 2007, 2 eren d'empreses de construcció, 3 d'empreses de comerç i reparació d'automòbils, 1 d'una empresa immobiliària i 1 d'una empresa de serveis.
L'únic servei als particulars que hi havia el 2009 era una lampisteria.
Dels 2 establiments comercials que hi havia el 2009, 1 era una botiga de més de 120 m² i 1 una botiga de roba.
L'any 2000 a Arpheuilles hi havia 32 explotacions agrícoles que ocupaven un total de 2.184 hectàrees.

## Poblacions més properes
El següent diagrama mostra les poblacions més properes.